# 观应扰乱
观应扰乱（日语：観応の擾乱）是发生在日本南北朝时期北朝室町幕府的内部派系斗争。由于足利尊氏在观应三年（1352年）击败足利直义，因此这次事件被命名为“观应之乱”。

## 背景

### 足利直義與高師直的對立
室町幕府成立初期，足利家家督足利尊氏與其弟足利直義共掌幕府政事，當世稱二人為「兩將軍」，政所、侍所等部門由足利尊氏管轄，問注所、禪律方等則由足利直義管轄。足利尊氏主掌象徵與旗下武士主從關係的支配權 ，足利直義則執掌行政、司法等相關職務，形成二頭政治。另一方面，下野高氏為足利氏的譜代家臣，高師直為足利家執事，其弟高師泰為侍所頭人，二人時常在前線作戰，立下赫赫戰功；貞和4年(1348)正月四條畷之戰中，高師直更率軍攻陷南朝大本營吉野，迫使後村上天皇撤往賀名生，此戰使高師直聲名大噪。
相較於著重恢復幕府秩序，尊重公家及寺社的足利直義，高師直、師泰兄弟黨可謂是更加現實主義，習慣於用武力解決問題，《太平記》更記載，高氏兄弟黨表示用木頭或黃金刻的雕像就可以取代天皇。足利直義與高師直矛盾最深處為領地的知行，南北朝時期，時常出現武士強佔寺社、本所的領地，足利直義提出許多政策處理此問題以回應公家社會的要求，然，對於在前線作戰的武士來說，從戰場附近的莊園、公領強徵糧草可以確保軍隊的軍糧無虞，高師直故主張要打破現有的莊園制的秩序，將更多土地的相關權益分配給武士。而高氏兄弟黨於幕府內權勢的上升也引起畠山國清、細川顯氏等將領的反感。

### 高師直軍事政變
貞和5年(1349)閏6月，畠山直宗、上杉重能、禪僧大同妙喆向足利直義進言應彈劾高師直、高師泰。而後，足利直義與足利尊氏商討此事，最終，高師直執事的職位遭罷免，改由高師泰的兒子高師世暫代此職。《太平記》更記載足利直義欲暗殺高師直，然《園太暦》並無此記載。
貞和5年(1349)8月初，高師直從前線回京，並聚集大量武士在其宅邸，足利直義見此，深怕高師直加害於己，8月13日逃往足利尊氏宅邸避難。8月14日，高師直率軍包圍足利尊氏宅邸，要求引渡畠山直宗等人 (御所巻) 。而後，在足利尊氏居中斡旋下，以畠山直宗及上杉重能流放、足利尊氏嫡子足利義詮代替足利直義行使政務、高師直重任執事，上述三個條件為前提，足利直義與高師直達成和解。然畠山直宗及上杉重能於流放越前的途中被殺害，足利直義也被迫隱退，最終出家，法號惠源。《園太暦》記載，此政變為足利尊氏與高師直串通好的；然，現今學者看法不一，有認為足利尊氏此舉係為了確保足利義詮的地位，也有認為足利尊氏只是見機行事。

### 足利直冬
貞和5年(1349)4月，足利直冬前往西國赴任長門探題，途中停留於備後國鞆浦。足利直冬與生父足利尊氏關係不佳，反而與養父足利直義交好。足利直冬聽聞足利直義失勢，企圖上洛，但遭到赤松則村阻止。高師直乘勢下令討伐足利直冬，足利直冬逃往九州。

## 經過

### 足利直義反擊
逃往九州的足利直冬在當地擴張其勢力，中國地方也有許多武士響應其號召，見此，觀應元年(1350)6月，足利尊氏命高師泰追討之，然，高師泰於石見國與支持足利直冬的武士苦戰，直冬派聲勢大漲，少貳氏、大友氏等九州豪族紛紛倒向足利直冬。10月28日，足利尊氏率軍親征足利直冬，命足利義詮留守京都；而足利直義則於10月26日逃出京都。
足利直義先逃往大和國，號召全國武士討伐高師直、師泰，而後於11月21日，前往河內國，接收畠山國清的庇護。11月23日，據《園太暦》記載，足利直義投誠南朝。在足利直義的號召下，石塔頼房、細川顯氏、桃井直常、斯波高經等人紛紛舉兵；關東地區，上杉憲顯驅逐同為關東執事的高師冬（高師直親族），加入直義一方。大和國、河內國、和泉國、紀伊國等南朝武士也支持足利直義。

### 高師直之死
觀應2年(1351)正月，足利直義率軍向京都邁進，足利義詮棄守京都，前去與足利尊氏匯合。足利尊氏擊敗桃井直常，但是支持足利直義的武士越來越多，足利尊氏先是撤退至丹波，而後又撤退至播磨；東國方面，高師冬遭直義方武士襲擊，最終在甲斐自殺。2月，足利尊氏再次向京都進軍，然於播磨光明寺合戰及攝津國打出濱之戰接連敗於直義一方。
觀應2年(1351)2月22日，足利尊氏與足利直義以高師直、師泰兄弟黨出家為條件和談。2月26日，高氏兄弟被押送至京都，然，於攝津武庫川遭上杉能憲、上杉重季攔截，高氏兄弟黨被誅殺。而後，足利直義作為足利義詮的輔佐重返政壇，足利直冬就任九州探題。

### 足利尊氏與足利直義的對立
觀應2年(1351)3月2日，足利尊氏與足利直義於京都會談，足利尊氏以勝利者的姿態賞賜足利直義旗下武士，更要求要處死殺害高氏兄弟的上杉重季(最終改為處以流刑)。足利直義回歸政壇，負責輔佐足利義詮，然作為幕府行政、司法相關職務的引付眾多由直義派的武士擔任，足利義詮對此安排非常不滿。7月19日，因與足利義詮不合，足利直義向足利尊氏表達辭退政務的意向，不過被足利尊氏挽留。雖然足利直義成功剷除政敵高師直，仍有不少武士反對足利直義，3月末，直義派的奉行人齋藤利泰遭人暗殺；5月，桃井直常也遭人襲擊。足利直義與仁木頼章、佐佐木道譽等尊氏派武士也因領地的關係而有矛盾。
觀應2年(1351)7月28日，足利尊氏以討伐近江佐佐木道譽為由出京，隔日，足利義詮也出京追討播磨的赤松則祐。然，兩軍突然殺回京都，夾擊足利直義，足利直義見此，逃往越前國金崎。8月6日，足利尊氏派遣使者至足利直義處，命其返回京都處理政務，足利直義拒絕。9月，足利尊氏於近江擊敗畠山國清、桃井直常、石塔頼房等直義派武士，而後，足利尊氏與足利直義展開和談，但因主戰派桃井直常的反對，最終談判破局。此期間，畠山國清、斯波高經等武士紛紛背棄足利直義，再加上先前細川顯氏也投靠尊氏陣營，足利直義聲勢大減。11月，足利直義撤往鎌倉，就此，足利尊氏成功壓制近畿地方直義派勢力。

### 正平一統
雖然平定近畿地區，然足利直義於關東、北陸等地區仍很有引響力，況，足利直冬仍於西國擴張其勢力。足利尊氏故轉而與南朝和談，而後，北朝崇光天皇與直仁親王遭到廢黜，並停止使用北朝「觀應」的年號，統一使用南朝的年號「正平」，南朝則承認足利尊氏武家棟梁的地位，並下達追討足利直義的綸旨，史稱正平一統。
與南朝和談完後，足利尊氏向鐮倉進軍，足利尊氏先後在駿河國、伊豆國、相模國擊敗足利直義，正平7年（1352）正月，足利直義向足利尊氏投降，兄弟二人返回鐮倉，足利直義被軟禁。2月26日，足利直義突然死亡，《太平記》記載足利直義是被毒殺。

## 後續
正平7年(1352)閏2月，南朝後村上天皇進入京都周邊的八幡，而後，南朝大臣北畠親房率軍進入京都，將足利義詮驅逐至近江；關東方面，宗良親王、新田義興等人攻陷鎌倉。足利義詮見和談已破局，恢復「觀應」年號，號召全國武士反擊，3月，接連奪回鎌倉及京都，5月，後村上天皇退回南朝根據地賀名生。8月17，北朝彌仁践祚，為後光嚴天皇。
觀應之亂，足利直義雖然去世，然足利直冬、石塔義房、桃井直常、山名時氏、吉良滿貞等直義派武士仍不願投降足利尊氏，不少人決定歸順南朝，持續南北朝的戰事。